# Targă

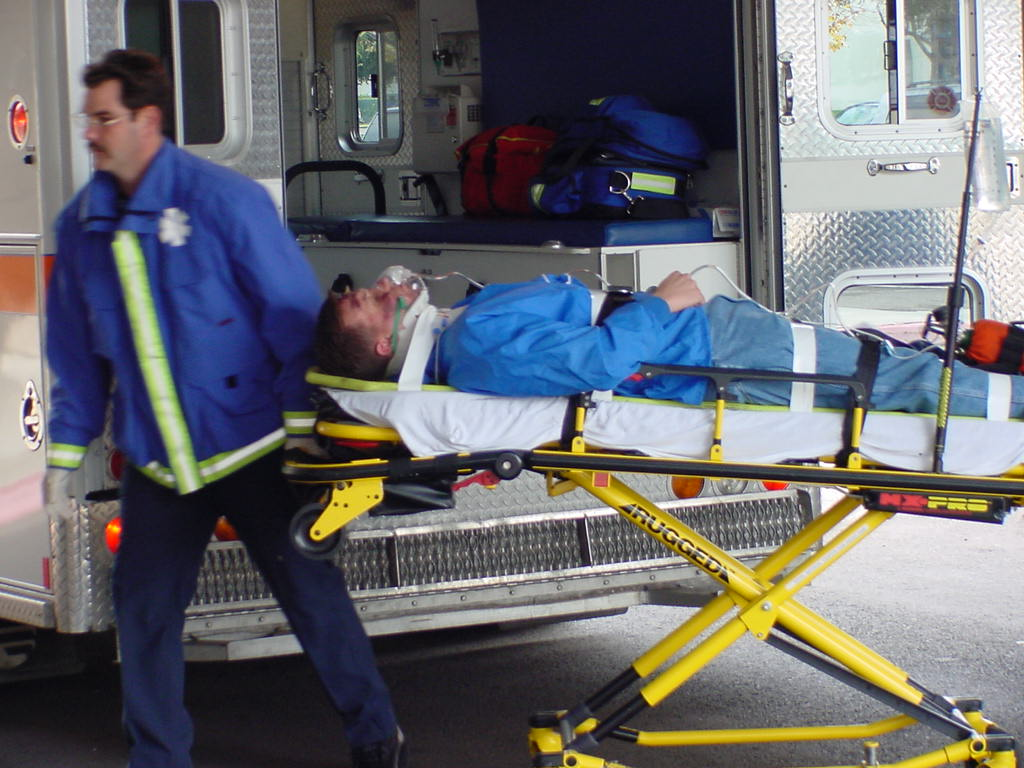
Paramedici folosind o targă în 2001.

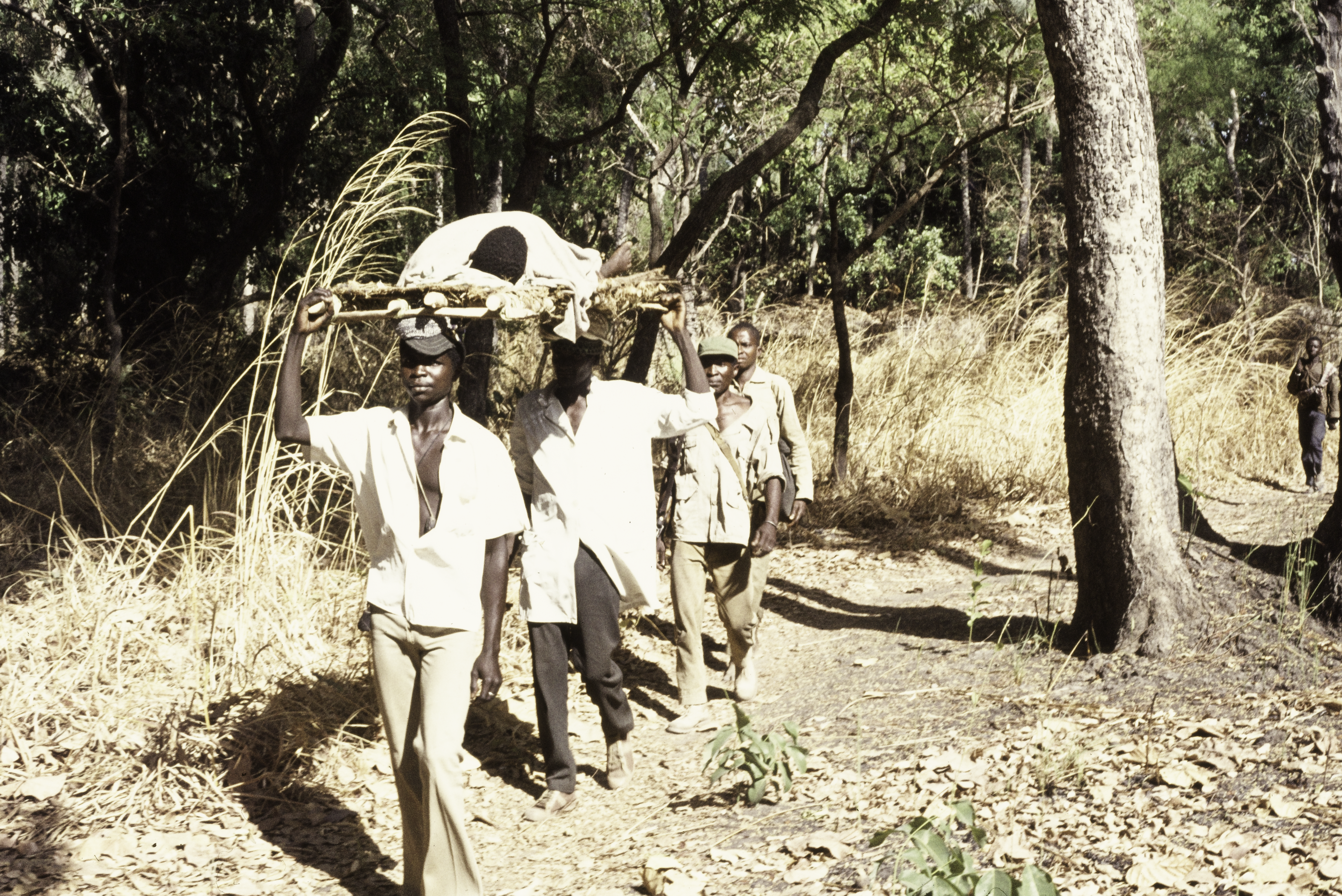
Escortă înarmată transportând răniți la frontiera dintre Senegal și Guineea-Bissau, 1974.

O targă este un dispozitiv sub formă de pat folosit pentru transportarea pacienților care necesită îngrijire medicală. Tipul bazic de targă (pătuț sau litieră) trebuie să fie purtat de două sau mai multe persoane. O targă cu roți (cunoscută sub numele de cărucior) este echipată adesea cu un cadru de înălțime variabilă, roți sau frâne. În engleza americană, o targă cu roți este menționată ca gurney. Numele provine de la o cabină pe roți trasă de cai brevetată în SUA de către J. Theodore Gurney în 1883, care semăna cu primele tărgi pe roți.
Tărgile sunt utilizate în principal pentru îngrijirea medicală în afara spitalului efectuată de serviciile medicale de urgență (EMS), de militari și de personalul de căutare și salvare. În medicina legală brațul drept al unui cadavru este lăsat atârnat în jos de pe targă pentru ca paramedicii să știe că nu este un pacient rănit. Tărgile sunt folosite, de asemenea, pentru a-i ține nemișcați pe prizonieri în timpul injecțiilor letale în Statele Unite ale Americii.

## Istoric

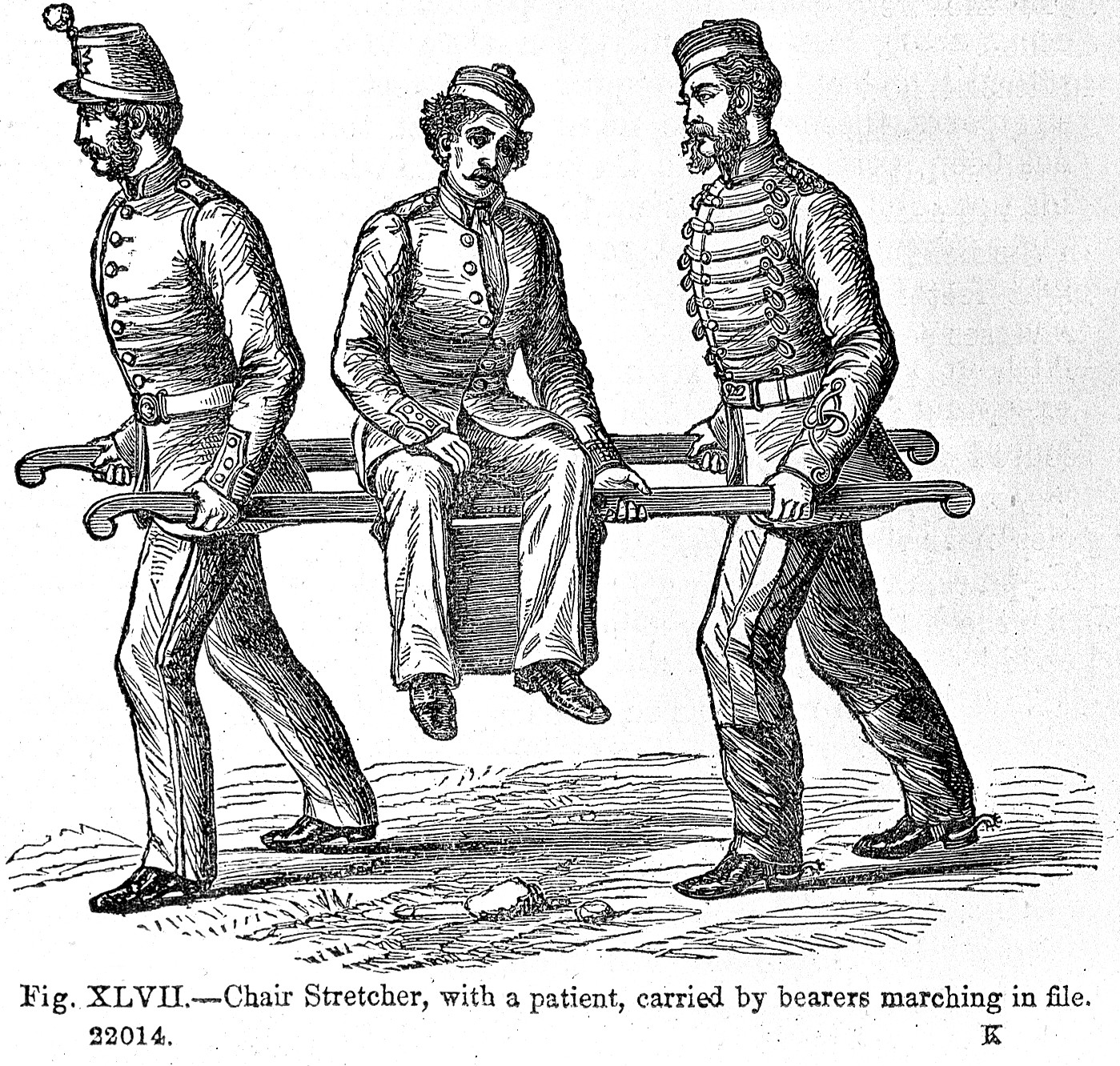
Ilustrație a unei tărgi scaun, „On the Transport of sick and wounded troops”, 1868.

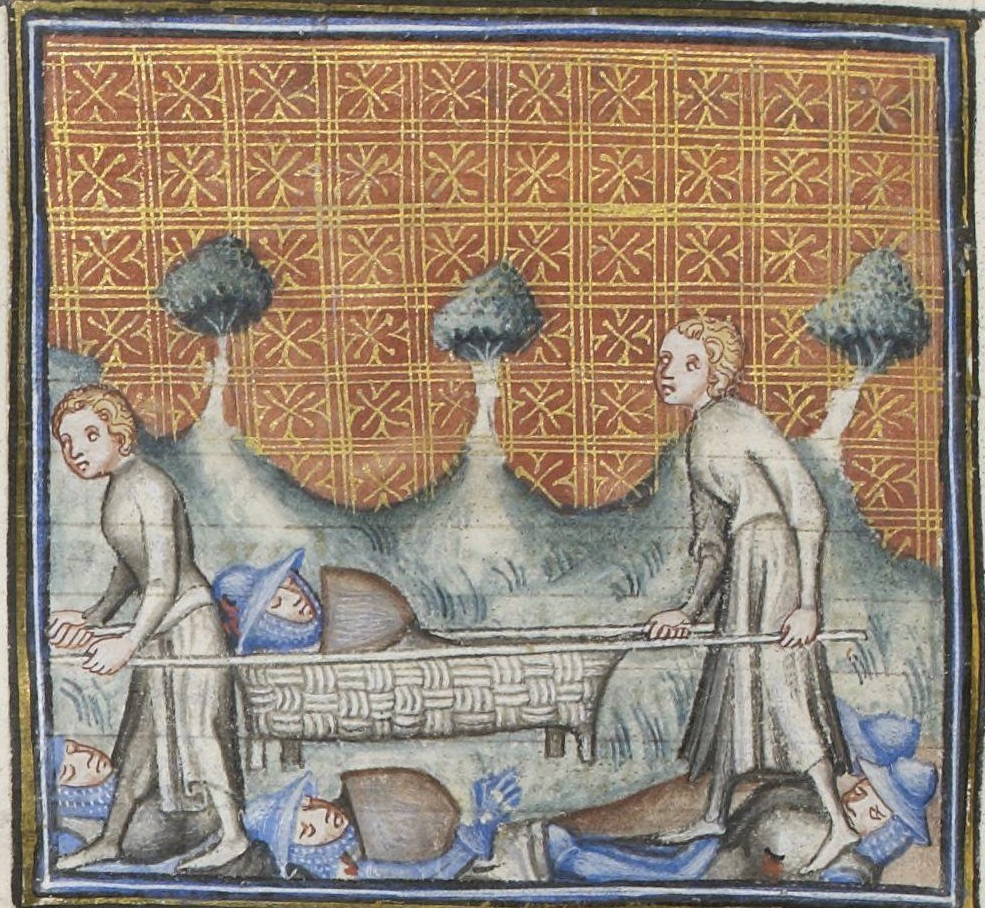
Un cavaler rănit este transportat pe o targă medievală.

Unul dintre primele modele de targă, probabil confecționată din răchită, apare într-un manuscris din jurul anului 1380. Tărgile simple erau utilizate în scopuri militare pe la mijlocul secolului al XX-lea.